# Lennart Grill
Lennart Grill (ur. 25 stycznia 1999 w Idar-Oberstein) – niemiecki piłkarz występujący na pozycji bramkarza w norweskim klubie SK Brann oraz w reprezentacji Niemiec do lat 21. Wychowanek 1. FSV Mainz 05, w trakcie swojej kariery grał także w takich zespołach, jak 1. FC Kaiserslautern oraz Bayer Leverkusen.